# Ballybofey
Ballybofey (en gaèlic irlandès Bealach Féich que vol dir "Pas de Fiach") és una vila d'Irlanda, al comtat de Donegal, a la província de l'Ulster. Es troba al marge sud del riu Flinn, i juntament amb la vila bessona de Stranolar.

## Història
A pocs quilòmetres a l'oest de Ballybofey, a la carretera principal a Fintown R252, hi ha Glenmore Estate, ubicat a Welchtown. Antigamen tera inclosa a Glenmore Lodge, una casa de camp que es trobava al costat oposat, al marge sud del riu Finn, molt a prop de Glenmore Bridge. La casa va ser construïda originalment en estil georgià a mitjans del segle xviii. Va ser reonstruïda per Sir William Styles a l'estil neo-Tudor a principis del segle xix. La casa va ser demolida en la dècada dels noranta. La propietat és coneguda per la caça i pesca que s'hi troba.

## Personatges
- Isaac Butt, polític
- Ernan McMullin, filòsof